# Grande foresta fra i due fiumi
La Grande foresta fra i due fiumi è una delle Dieci grandi foreste di pianura e di fondovalle ed è attualmente gestita come parco naturale. Si trova nel comune di Travacò Siccomario, ed è il frutto di un progetto di riqualificazione ambientale, finanziato dalla Regione Lombardia, che ha visto la ricostruzione di un ambiente forestale fluviale nella golena del fiume Ticino, in prossimità della sua confluenza nel Po.

## Provvedimenti istitutivi
È un progetto finanziato dalla Regione Lombardia tramite il Programma di riforestazione, ideato da Paolo Lassini, detto "Dieci grandi foreste di pianura e di fondovalle".

## Caratteristiche
Sono quasi 54 ettari di terreno, nel quale sono state messe a dimora oltre 65 000 piante autoctone, pioppi, salici, ontani, aceri campestri, olmi, biancospini e altre essenze tipiche della Pianura Padana. L'area boschiva è attrezzata con sentieri, piazzole e osservatori faunistici ed è di completamente libera fruizione.
Raggiungibile solo a piedi o in bicicletta, è integrata in una fitta rete di percorsi ciclopedonali e piste ciclabili che percorrono tutta questa zona di estremo interesse ambientale alla confluenza tra Po e Ticino. Gli ingressi distano circa 1.8 km da piazza Pasquale Massacra, parcheggio e capolinea del bus Linea 22 Pavia-Boschi.